# The Search
The Search (bra: Perdidos na Tormenta; prt: Anjos Marcados) é uma coprodução suíço/norte-americana de 1948, do gênero drama, dirigido por Fred Zinnemann  e estrelado por Montgomery Clift e Aline MacMahon.

## Produção

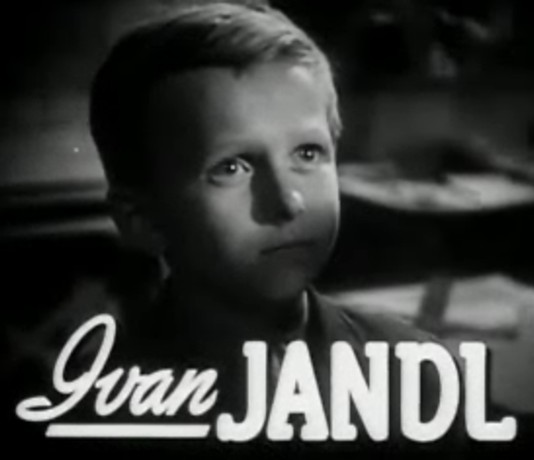
Ivan Jandl no trailer do filme. Ivan Jandl atuou em apenas três filmes após The Search, dois tchecos e um finlandês. Perseguido pelo regime de seu país por ter aceitado um prêmio nos EUA, conseguiu trabalho no rádio de 1965 a 1972, quando foi forçado a abandoná-lo. Após um breve período como gerente de palco em um teatro, deixou a vida artística.

Com locações em Nuremberg, Munique, Frankfurt e Wurzburg e cenas interiores em Zurique, The Search foi o primeiro filme norte-americano rodado na Europa após o fim da Segunda Guerra Mundial. A inspiração para sua feitura veio após o produtor Lazar Wechsler folhear o livro de fotografias Europe's Children, de Therese Bonney, que mostrava os órfãos da guerra.
Segundo Zinnemann, sua escolha para dirigi-lo deveu-se a três fatores: o sucesso de The Seventh Cross, sua intimidade com a língua alemã e, acima de tudo, seu trabalho em Redes, um bem sucedido semidocumentário sobre pescadores do Golfo do México.
As pesquisas para o filme levaram mais de um ano. O orçamento baixo só dava para uma equipe pequena e um elenco modesto, além de permitir, no máximo, apenas três tomadas de cada cena, pois o preço do celuloide na Suíça era proibitivo. Algumas das crianças que aparecem com maior ou menor destaque são sobreviventes reais de campos de concentração.
Ivan Jandl, que interpreta Karel Malik, o pivô da história, foi escolhido numa escola de Praga. "Tentei falar-lhe em alemão. Ele entendia o idioma, mas não reagia a nada que eu dizia, pois o fazia lembrar os campos. Então, tive de dirigi-lo através de um intérprete tcheco", declarou Zinnemann. A Academia premiou o menino com um Oscar especial, de melhor desempenho juvenil.
Para Montgomery Clift, o filme foi uma bênção. Rodado depois de Red River, porém lançado seis meses antes, The Search tornou-se sua estreia oficial no cinema e deu-lhe, de imediato, a primeira de quatro indicações ao Oscar, sendo uma delas de Melhor Roteiro Adaptado, apesar de não ser uma adaptação. Sua atuação, natural e sem clichês, transmitia credibilidade ao papel, e tornou-se uma grande influência junto a outros atores.
Realista, atual, autêntico, The Search é o melhor filme de Fred Zinnemann desde The Seventh Cross. Surpreendente sucesso de público, foi saudado como um caminho a ser seguido pelo cinema norte-americano e garantiu a Zinnemann uma indicação ao Oscar de Melhor Diretor - a primeira entre as sete que recebeu ao longo da carreira.

## Sinopse
Em um centro de refugiados das Nações Unidas, na Alemanha da pós-guerra, órfãos encontrados vagando pelas cidades em ruínas recebem alimentação e abrigo temporários. Entre os muitos que padeceram em campos de concentração, está o tcheco Karel, sobrevivente de Auschwitz. Aos nove anos de idade, traumatizado, ele não consegue mais falar. Enquanto isso, sua mãe, de quem se desgarrou, procura-o tenazmente, de centro em centro, de cidade em cidade.
Um dia, Karel e outros companheiros fogem de uma ambulância. O soldado Ralph Stevenson encontra-o e tenta ajudá-lo, ensinando-lhe inglês e outros tipos de comunicação.

## Premiações
| Patrocinador                                  | Prêmio               | Categoria | Situação          |
| --------------------------------------------- | -------------------- | --- | ----------------- |
| Academia de Artes e Ciências Cinematográficas | Oscar                | Melhor Diretor Melhor Ator (Montgomery Clift) Melhor Roteiro Adaptado Melhor História Original Especial (Ivan Jandl)         | Indicado Vencedor |
| BAFTA                                         | United Nations Award | | Vencedor          |
| New York Film Critics Circle                  | NYFCC Award          | Melhor Ator (Ivan Jandl) | Terceiro lugar    |
| National Board of Review                      | NBR Award            | Dez Melhores Filmes de 1948                                                                                                  | Vencedor          |
| Golden Globes, USA                            | Golden Globe         | Melhor Roteiro Melhor Filme para a Promoção do Entendimento Internacional Prêmio Especial - Melhor Ator Juvenil (Ivan Jandl) | Vencedor          |
| Directors Guild of America                    | DGA Award            | Melhor Diretor | Indicado          |
| Hollywood Foreign Press Association           | HFPA Award           | Melhor Filme para a Promoção do Entendimento Internacional Melhor Roteiro Melhor Desempenho Juvenil (Ivan Jandl)             | Vencedor          |
| The New York Times                            |                      | Dez Melhores Filmes de 1929                                                                                                  | Vencedor          |

## Elenco
| Ator/Atriz        | Personagem      |
| ----------------- | --------------- |
| Montgomery Clift  | Ralph Stevenson |
| Aline MacMahon    | Senhora Murray  |
| Wendell Corey     | Jerry Fisher    |
| Jarmila Novotna   | Senhora Malik   |
| Mary Patton       | Senhora Fisher  |
| Ewart G. Morrison | Senhor Crookes  |
| William Rogers    | Tom Fisher      |
| Ivan Jandl        | Karel Malik     |
| Leopold Borkowski | Joel Makowsky   |
| Claude Gambier    | Raoul Dubois    |